# Leszek I el Blanc
Leszek I el Blanc - Leszek Biały en polonès - (vers 1186 - 1227) fou duc de Cracòvia (1194-1198, 1202-1210, i a partir de 1211), duc de Sandomierz (1194-1227), duc de Masòvia (1194-1200) i duc de Cuiàvia (1199-1200).
Era fill de Casimir el Just i d'Helena de Kíev. A la mort del seu pare el 5 de maig de 1194, el molt jove Leszek el Blanc heretà el Ducat de Cracòvia així com del ducat de Masòvia i de Cuiàvia. El seu oncle Miecislau III de Polònia de Gran Polònia, ambicionant reconquerir el tron de Cracòvia, envaeix la Cujàvia que ofereix al seu fill Boleslau. El 13 de setembre de 1195, a Cujavia, una confrontació militar sagnant oposant Miecislau III el Vell als partidaris de Leszek el Blanc (batalla de Mozgawa) no permet a Miecislau de prendre l'avantatge. El seu fill Boleslau pereix en la batalla.
El 1198, en resposta a un acord, Miecislau III esdevé príncep de fet. Assegura la regència en nom de Leszek el Blanc que té el suport de la noblesa. A canvi, restitueix la Cuiàvia i reconeix Leszek el Blanc com a hereu del tron de Gran Polònia. El 13 de març de 1202, a la mort de Miecislau III el vell, Leszek, en edat de regnar, el succeeix. Ladislau III de Polònia s'apodera breument del tron abans de ser fet fora de Cracòvia. Conrad, el germà de Leszek, es fa duc de Masòvia i de Cuiàvia. El 1205 derrotava l'exèrcit ruteni del príncep Roman Mstislàvitx a la batalla de Zawichost a Petita Polònia. El 1215, signa un acord amb Hongria en virtut del qual el principat havia de ser independent amb el fill del rei d'Hongria (Coloman) com a sobirà que s'haurà de casar amb la filla de Leszek el Blanc, Salomé. Aquest matrimoni es farà el 1219.
El 1206, Iwo Odrowąż passa a ser el canceller de Leszek el Blanc mentre que l'arquebisbe de Gniezno Henryk Kietlicz llança l'anatema sobre Ladislau III el Camaprim que discuteix la legitimitat de Leszek.
El 1207, Leszek aplica les reformes del papa Innocenci III, sostingudes per l'arquebisbe de Gniezno i pel seu canceller. Renuncia igualment al dret d'investidura episcopal la qual cosa permet a Wincenty Kadłubek ser escollit bisbe de Cracòvia pel Capítol l'11 de setembre de 1207. A canvi, una butlla del papa Innocenci III confirma la legitimitat de Leszek el Blanc i col·loca Polònia sota la protecció de la Santa Seu. Polònia reajunta els estats vassalls de l'Església que fa contrapès al Sacre Imperi Romanogermànic.

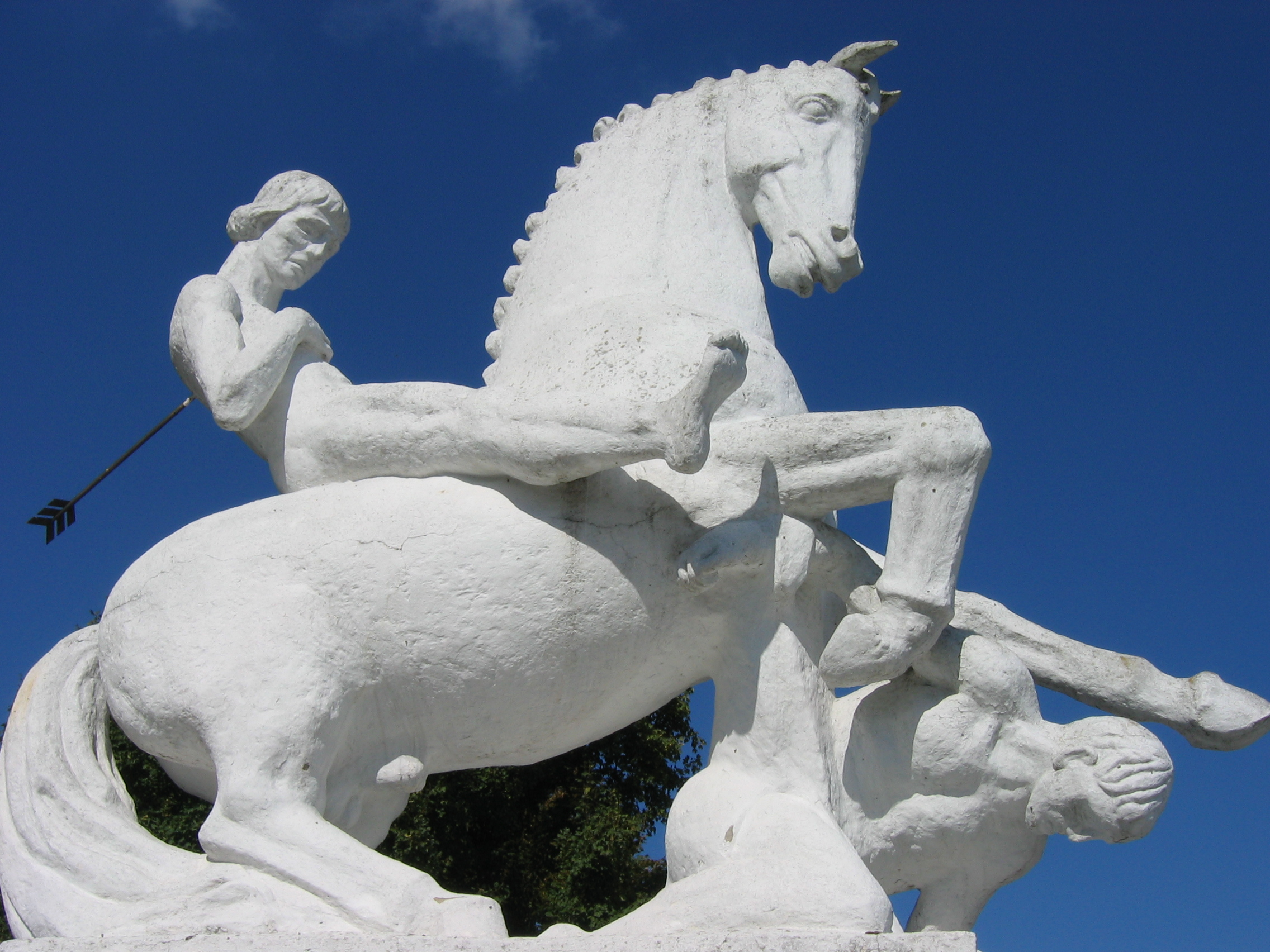
Monument de Leszek a Gąsawa

El 9 de juny de 1210, en ocasió d'un sínode obligat a Borzykowa al mateix temps que una assemblea dels ducs polonesos, l'arquebisbe de Gniezno Henryk Kietlicz aconsegueix fer confirmar els nombrosos privilegis obtinguts per l'Església a Łęczyca el 1180. Obté el privilegi d'immunitat per a l'Església (podrà tenir els seus propis tribunals). Tots aquests privilegis són reconeguts per Leszek el Blanc, Conrad I de Masòvia i Ladislau Odonic, duc de Gran Polònia. Aprofitant l'absència de Leszek, Miecislau IV el Camaprim envaeix Cracòvia i s'apodera del tron. A la seva defunció el 16 de maig de 1211, Leszek el Blanc torna al poder. A Wolbórz el 1215, Leszek concedeix nous privilegis a l'Església, permetent a aquesta ser un verdader estat en l'estat.
El 1215, Frederic II és coronat el nou rei d'Alemanya i atorga privilegis als ducs polonesos que passen a ser més independents del Sacre Imperi Romanogermànic.
El 1217, un acord és conclòs entre Leszek el Blanc, Enric I el Barbut i Ladislau III el Camaprim. Leszek i Ladislau decideixen que la Petita Polònia i la Gran Polònia tornaran a aquell dels dos que viurà més temps. Els tres ducs decideixen igualment intentar la cristianització de Prússia. El 1222, els polonesos llanen una primera croada contra els prussians que serà un fracàs. El 1223, intenten sense gaire més èxit una nova gran croada contra els prussians sota l'auspici del bisbe missioner Christian.

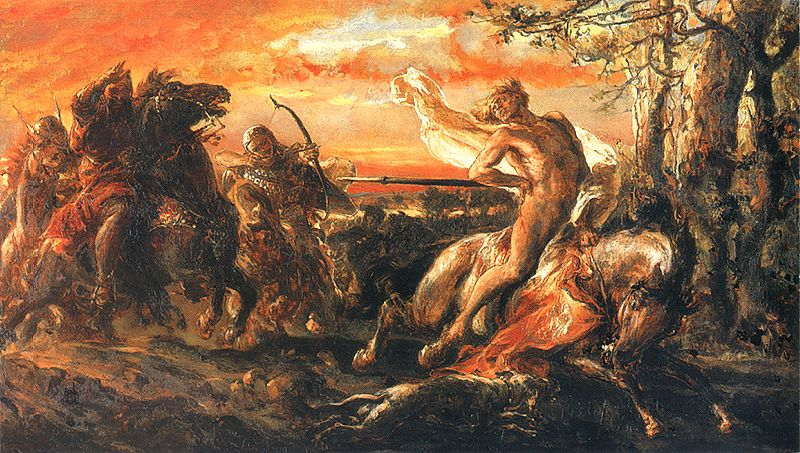
Mort de Leszek el Blanc, per Jan Matejko

El 1225, opositors a Leszek inciten Enric I a apoderar-se del tron de Cracòvia. Malgrat l'acord de pau, aquest assetjarà la ciutat durant alguns dies abans de renunciar.
El 1217, Leszek el Blanc confia el ducat de Gdańsk a Świętopełk II de Pomerània que li ret un homenatge de vassallatge, tot tenint per a objectiu alliberar-se de la sobirania feudal polonesa.
Świętopełk II es troba un aliat en la persona de Ladislau Odonic apartat del poder a Gran Polònia per Ladislau III. Świętopełk II li promet el tron de Cracòvia i Silèsia si l'ajuda a eliminar Leszek el Blanc i Enric I el Barbut.
El 23 de novembre de 1227, en ocasió d'una assemblea dels ducs Piasts a Gąsawa, Leszek el Blanc és assassinat en una emboscada promoguda per Świętopełk II i Ladislau Odonic. Enric I és greument ferit. Leszek el Blanc va ser l'últim duc de Cracòvia havent tingut autoritat sobre tots els ducats polonesos. El seu assassinat és seguit d'una disputa entre els pretendents al tron del qual sortirà vencedor Ladislau III el Camaprim.